# Donda West
Pour les articles homonymes, voir West.
Donda C. West, née Williams le 12 juillet 1949 à Oklahoma City et morte le 10 novembre 2007 à Los Angeles, est une professeure américaine et présidente du département d'anglais, de communications, de médias et de théâtre de l'université d'État de Chicago. Elle est la mère du musicien, producteur et designer de Kanye West.

## Biographie
Donda West a grandi à Oklahoma City, en Oklahoma et a obtenu sa licence d'anglais à l'université Union de Virginie en 1971 et son doctorat à l'université d'Auburn en 1980. Le 19 août 1958, elle et son père ont participé au sit-in du Katz Drug Store à Oklahoma City. Donda est d’origine Angolaise
Elle a commencé sa carrière d'enseignante au début des années 1970 au Morris Brown College d'Atlanta et a commencé à travailler à la Chicago State University en 1980. West a enseigné l'anglais à l'université de Nankin pendant un an en tant que chercheur dans le cadre du Fulbright US Scholar Program. En tout, West a passé 27 ans à l'État de Chicago, dont 24 à la tête du département d'anglais, des communications, des médias et du théâtre. Une déclaration de l'université a rappelé le rôle de West dans la création du Centre Gwendolyn Brooks de l'université pour la littérature noire et l'écriture créative "en tant que centre académique pour enseigner les écrits d'auteurs et de poètes afro-américains tout en encourageant de nouveaux talents littéraires".
Donda a élevé Kanye West dans la région de Chicago avec son mari, Ray, dont elle s'est séparée quand Kanye avait 3 ans. Elle a pris sa retraite en 2004 et a déménagé en Californie pour travailler à plein temps pour son fils. Elle a souvent été vue à ses côtés lors de soirées et de remises de prix. Elle était également une ferme défenseure des rares commentaires controversés de son fils. West a déclaré qu'elle "a formé son fils pour la grandeur". "Il n'y a pas de place pour la timidité. Je l'ai élevé de cette façon, à penser de manière critique et analytique et à ne pas avoir peur d'exprimer ce que vous ressentez. J'ai contribué à façonner cela. Je pense que les leaders sont des gens qui doivent faire ça." . Elle a également été directrice générale de West Brands, la société mère des entreprises de son fils.
West, aux côtés de son fils, a fondé la Fondation Kanye West à but non lucratif en 2003, chargée de lutter contre les taux de décrochage et d'analphabétisme, tout en s'associant à des organisations communautaires pour offrir aux jeunes défavorisés un accès à l'éducation musicale. La première initiative de la Fondation, Loop Dreams, a mis les étudiants à risque au défi d'apprendre à écrire et à produire de la musique tout en améliorant leurs compétences académiques. En 2007, la fondation s'est associée à Strong American Schools dans le cadre de leur campagne "Ed in '08". En 2008, la fondation a été renommée Dr Donda West Foundation après son décès. La Fondation Dr Donda West s'est engagée à fournir des programmes de haute qualité en partenariat avec des organisations communautaires telles que Challengers Boys & Girls Club dans le centre-sud de Los Angeles, en Californie. La fondation a cessé ses activités en 2011.

## Mort et hommages
Le 10 novembre 2007, Donda West meurt à 58 ans. En janvier 2008, le bureau du coroner du comté de Los Angeles a déclaré qu'elle était décédée d'une maladie coronarienne et de multiples facteurs postopératoires dus à la chirurgie esthétique. Les autorités de Los Angeles ont ouvert une enquête sur sa mort après avoir appris que le médecin qui l'avait opérée avait été condamné pour des délits liés à l'alcool et avait fait l'objet d'au moins deux règlements importants pour faute professionnelle. Elle est inhumée aux Arlington Memory Gardens à Oklahoma City.
Kanye West a donné son premier concert après les funérailles à l'O2 Arena de Londres le 22 novembre. Il a dédié une performance de Hey Mama, ainsi qu'une reprise de Don't Stop Believin' de Journey, à sa mère, et l'a fait à toutes les autres dates de sa tournée Glow in the Dark.